# Sfeçël
Sfeçël (serb. Svećnje) – wioska położona w zachodnim Kosowie na obszarze Podujeva (region Prisztina).